# Evangelische Kirche (Obereisenheim)

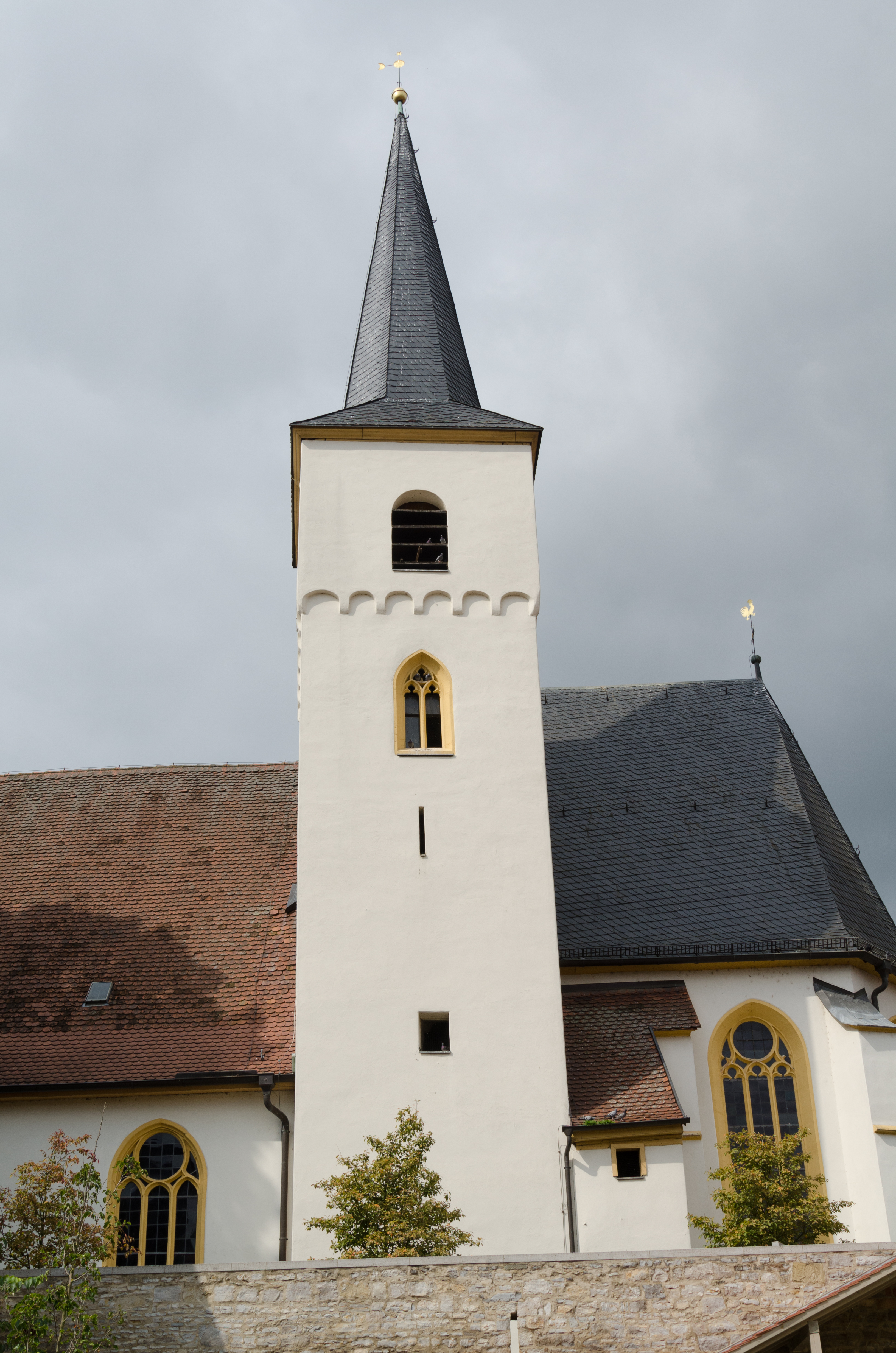
Evangelische Kirche in Obereisenheim

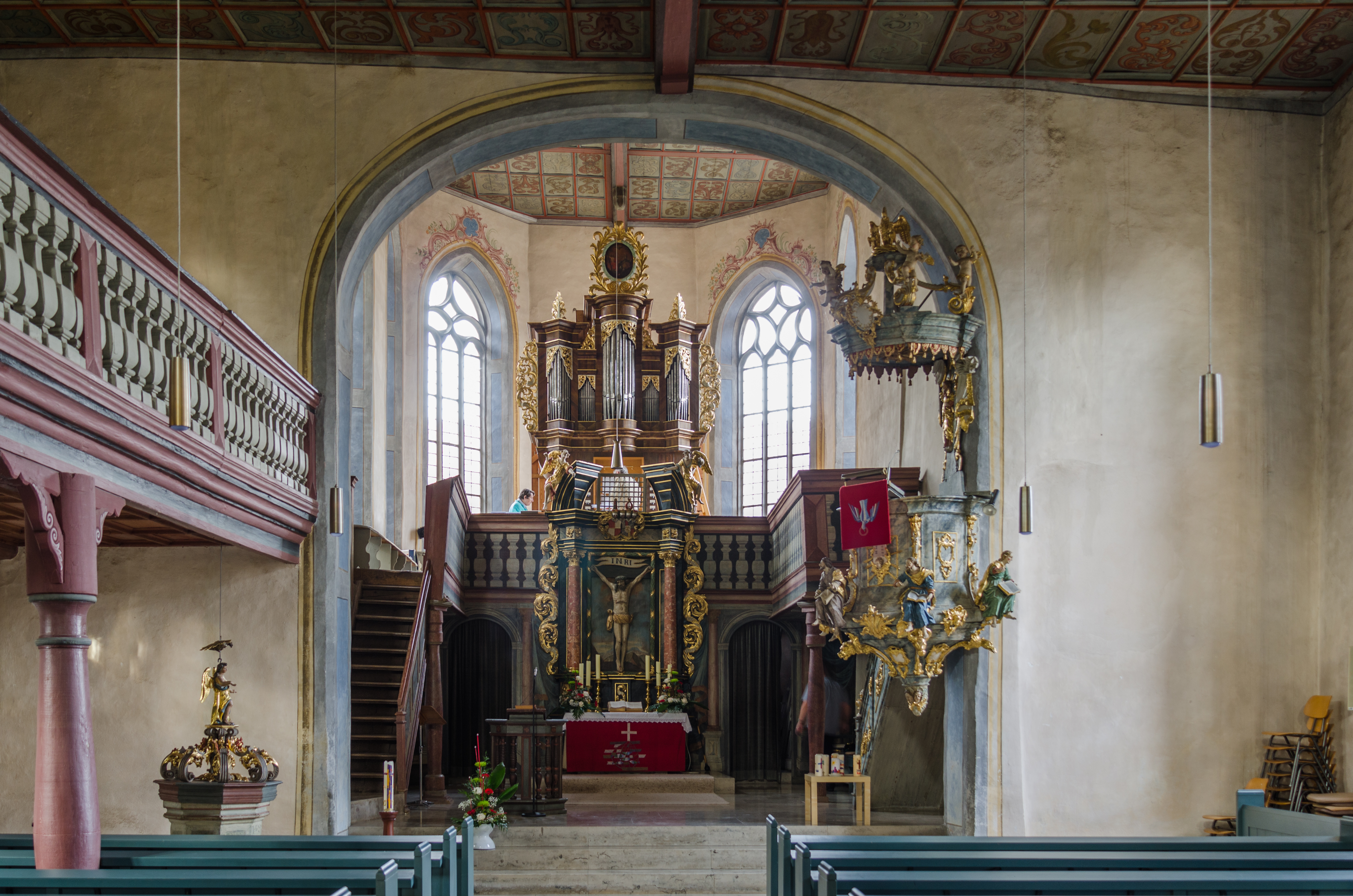
Innenraum (2012)

Die denkmalgeschützte, evangelische Pfarrkirche steht in Obereisenheim, einem Gemeindeteil des Marktes Eisenheim im Landkreis Würzburg (Unterfranken, Bayern). Die Pfarrkirche ist unter der Denkmalnummer D-6-79-167-15 als Baudenkmal in der Bayerischen Denkmalliste eingetragen. Die Pfarrei gehört zum  Dekanat Schweinfurt im Kirchenkreis Ansbach-Würzburg der Evangelisch-Lutherischen Kirche in Bayern.

## Beschreibung
Die Saalkirche wurde 1496 anstelle einer Kapelle erbaut. Sie besteht aus einem Langhaus, einem eingezogenen, von Strebepfeilern gestützten, polygonal geschlossenen Chor und dem mit einem schiefergedeckten, achtseitigen Knickhelm bedeckten Chorflankenturm an dessen Ostwand. Im obersten Geschoss des Turms, oberhalb eines Bogenfrieses, steht der Glockenstuhl mit drei Glocken.

## Ausstattung
Der Innenraum des Langhauses ist mit einer Kassettendecke überspannt. Die barocke Kirchenausstattung stammt aus der Zeit um 1750. 

## Orgel

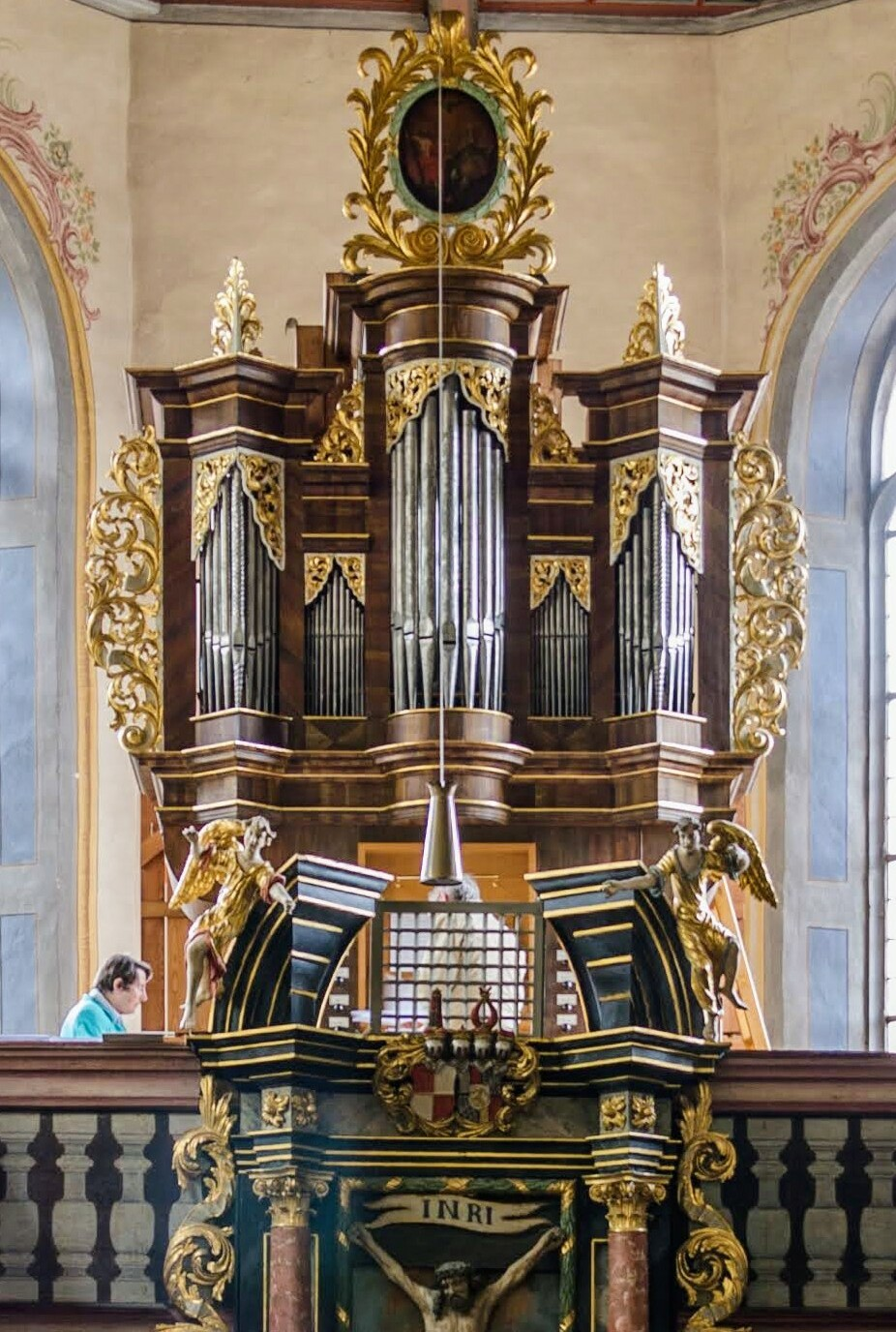
Die Brandenstein-Orgel

Die Orgel wurde 1721 von Johann Adam Brandenstein, wie bei der Restaurierung 2005 herausgefunden wurde, mit zehn Registern auf einem Manual und Pedal gebaut. 1752 wurde von Johann Rudolf Voit eine neue Pedalwindlade mit einem zusätzlichen Register eingebaut und die Orgel auf den Standort über dem Altar versetzt. Andreas Franz Dietmann, Schwanfeld baute 1871 einen freistehenden Spieltisch und ersetzte einige Register. Im Jahr 2005 hat Thomas Jann Orgelbau die Orgel umfassend restauriert. Seitdem lautet die Disposition:
| Manual C,D,E–c3 |    |   |
| Prinzipal       | 8′ | D |
| Gedackt         | 8′ |   |
| Flaut           | 8′ |   |
| Gamba           | 8′ |   |
| Octav           | 4′ |   |
| Spitzflauten    | 4′ |   |
| Quint           | 3′ | J |
| Superoctav      | 2′ |   |
| Mixtur III      | 1′ |   |

| Pedal C,D–c1 |     |   |
| Subbass      | 16′ |   |
| Posaunenbass | 8′  | J |

- Koppeln: M/P
- Bemerkungen: Schleiflade, mechanische Spiel- und Registertraktur

Anmerkungen
D = 1871 von Dietmann eingebaut, barocke Pfeifen
J = 2005 neu von Thomas Jann